# 泥圍站
泥圍站（英語：Nai Wai Stop）是香港輕鐵的車站之一，代號360，屬單程車票第3收費區，共有2個月台。泥圍站位於青山公路－藍地段近坭圍。

## 車站結構

### 車站樓層
| 天橋              | 行人天橋 | 往返坭圍、順風圍 |   |  |
| 地面              | 出口     | 青磚圍 |   |  |
| 地面              | 月台     | \| 側式 · 開左邊车门 \| \| \| \| \| \| \| \| 輕鐵610綫往元朗（鍾屋村） 輕鐵614綫往元朗（鍾屋村） 輕鐵615綫往元朗（鍾屋村） 輕鐵720綫往天榮（鍾屋村） 輕鐵751綫往天逸（鍾屋村） \| 1 \| \| \| \| 2 \| 輕鐵610綫往屯門碼頭（藍地） 輕鐵614綫往屯門碼頭（藍地） 輕鐵615綫往屯門碼頭（藍地） 輕鐵751綫往友愛（藍地） \| \| \| \| 側式 · 開左邊车门 \| \| \| \| \| |   |  |
| 地面              | 出口     | 青山公路－藍地段 |   |  |
| 側式 · 開左邊车门 |          | |   |  |
|                   |          | 輕鐵610綫往元朗（鍾屋村） 輕鐵614綫往元朗（鍾屋村） 輕鐵615綫往元朗（鍾屋村） 輕鐵720綫往天榮（鍾屋村） 輕鐵751綫往天逸（鍾屋村） | 1 |  |
|                   | 2        | 輕鐵610綫往屯門碼頭（藍地） 輕鐵614綫往屯門碼頭（藍地） 輕鐵615綫往屯門碼頭（藍地） 輕鐵751綫往友愛（藍地） |   |  |
| 側式 · 開左邊车门 |          | |   |  |

### 車站周邊
- 坭圍
- 青磚圍
- 亦園村
- 順豐圍
- 錦昌花園
- 錦豐花園
- 富柏豪園
- 樂怡居
- 傲林軒
- 雍景園

## 外部連結
- 港鐵公司 - 輕鐵及巴士服務 - 輕鐵街道圖 （页面存档备份，存于）
- 港鐵公司 - 輕鐵及巴士服務 - 輕鐵行車時間表 （页面存档备份，存于）